# Amarcord
Amarcord er en fransk/italiensk film fra 1973, instrueret af Federico Fellini. I rollerne blandt andre Bruno Zanin, Pupella Maggio og Armando Brancia. Filmmogulen Federico Fellini mindes sin barndomsby Rimini i 1930'erne. Amarcord vandt en Oscar for bedste fremmedsprogede film i 1974.
Titlen "Amacord" betyder "Jeg husker" på den italienske dialekt, der tales i den italienske provins Emilia-Romagna. 

## Rolleliste (udvalg)
- Bruno Zanin - Titta Biondi
- Pupella Maggio - Miranda Biondi
- Armando Brancia - Aurelio Biondi
- Magali Noël - Ninola, "Gradisca"
- Ciccio Ingrassia - Teo
- Nando Orfei - Patacca
- Gianfilippo Carcano - Don Baravelli
- Josiane Tanzilli - Volpina, prostitueret

## Eksterne links
- Amarcord på Internet Movie Database (engelsk)
- Amarcord på Filmdatabasen
- Amarcord på Scope
- Amarcord i Svensk Filmdatabas (svensk)
- Amarcord på AlloCiné (fransk)
- Amarcord på MovieMeter (nederlandsk)
- Amarcord på AllMovie (engelsk)
- Amarcord hos British Film Institute (engelsk)
- Amarcords profil hos Encyclopædia Britannica Online (engelsk)
- Amarcord på Turner Classic Movies (engelsk)